# Ørum Slot
Ørum Slot var en borg, nu et voldsted, ved Hvidbjerg Å ca 400 meter nordøst for  Ørum Sø i  Ørum Sogn Hassing Herred i Sydthy, nu i Thisted Kommune. Voldstedet, der i middelalderen lå nærmere søen, består nu af to ca. 2 m høje banker adskilt af en tværgrav.
Ørum Slot (i Kong Valdemars Jordebog: Øræn) var oprindelig krongods, kom siden i privates
eje, men blev 1367 af Hr. Bo Høg skødet til Valdemar 4. Atterdag. Det blev i urolighederne under Valdemar Atterdag indtaget og nedbrudt af Mogens Maltesen, der imidlertid i 1373 måtte forpligte sig til atter
at opbygge det, som det før havde været, og forsyne det med våben, proviant
og inventar. 
I 1469 nævnes Lars Abildgaard, foged på Ørum; I 1488 var Hr. Strange Nielsen og 1497 og 1501 dennes Søn Ebbe Strangesen lensmand paa Ørum der frem til 1661 var  et kongeligt  slot og i reglen bortforlenet sammen med Vestervig, således i 1559 til den sidste katolske biskop på Fyn Knud Gyldenstierne. Efter 1660 blev
lenet til et kgl. amt (Dueholm, Ørum, Vestervig Amt) og i 1661  blev  gård og gods solgt til etatsråd Poul Klingenberg, der i  1685 overdrog det til  sin søn justitsråd Poul Klingenberg. Den kom
derefter til broderen Henrik Klingenberg, († 1716); enkes Charlotte Gieddes († 1737),
børn solgte i 1739  gård og gods (i alt 123 Td. hartkorn) for 5600 rigsdaler til
Major J. L. Moldrup til Vestervig Kloster, som ved kgl. bevilling af 1761
inkorporerede Ørum (i alt 295 Td. Hrtk.) i Stamhuset Vestervig Kloster, nedbrød det gamle 
slot og opbyggede den Gammel Ørumgård lidt vest for slottet. 1788 fik man tilladelse til at frasælge Ørum  til dækning af stamhusets gæld, og den 
blev  solgt på auktion  for 26.000 Rd. til Christian Fogh; I 1800 solgtes
den til Niels Nielsen Schach i Lemvig, hvis datter Bolette,  ægtede Frederik Vilhelm Eyber, († 1857), hvis familie stadig ejede den omkring 1900.

## Eksterne kilder og henvisninger
- Om Ørum Slot i J.P. Trap: Kongeriget Danmark, udarbejdet af H. Weitemeyer (3. udgave, 4. bind 1901)
- Ørum Slot i Thy (Webside ikke længere tilgængelig) på Thistedmuseum.dk
- Fund og Fortidsminder om lokaliteten

56°48′52.04″N 8°20′59.21″Ø / 56.8144556°N 8.3497806°Ø